# José Ronaldo Xavier
José Ronaldo Xavier (Jacarezinho, 25 de novembro de 1954) é um médico e político brasileiro.
É filho de José Pedro Vieira Xavier e de Maria José dos Santos Xavier.
É casado com Ana Lúcia dos Santos Xavier, com quem tem três filhos.
É médico formado pela Universidade Federal do Paraná com residência médica em anestesiologia no Hospital de Clínicas da UFPR.
Em 2008 foi eleito prefeito de Andirá, cargo que ocupou por dois mandatos consecutivos.